# ترشچینا
ترشچینا (به لاتین: Trščina) یک زیستگاه انسانی در اسلوونی است که در Lower Carniola واقع شده‌است.

## خصوصیات
ترشچینا ۱٫۴۸ کیلومترمربع مساحت و ۵۸ نفر جمعیت دارد و ۵۸ متر بالاتر از سطح دریا واقع شده‌است.